# Xylosalsola
Xylosalsola es un género de plantas fanerógamas con tres especies pertenecientes a la familia Amaranthaceae.

## Taxonomía
El género fue descrito por Nikolái Tsveliov y publicado en Ukrajins'kyj Botaničnyj Žurnal 50(1): 81. 1993. La especie tipo es: Xylosalsola arbuscula (Pall.) Tzvelev. 	

## Especies
- Xylosalsola chiwensis (Popov) Akhani & Roalson
- Xylosalsola paletzkiana (Litv.) Akhani & Roalson
- Xylosalsola richteri (Moq.) Akhani & Roalson